# Svenskär
Svenskär är en ö i Finland. Den ligger i Skärgårdshavet och i kommunen Pargas i den ekonomiska regionen  Åboland i landskapet Egentliga Finland, i den sydvästra delen av landet. Ön ligger omkring 64 kilometer sydväst om Åbo och omkring 200 kilometer väster om Helsingfors.
Öns area är 10,2 hektar och dess största längd är 0,6 kilometer i öst-västlig riktning. Ön höjer sig omkring 10 meter över havsytan.